# L'Annonciation (Le Greco)
L'Annonciation est une peinture à peinture à l'huile sur toile de 117 × 98 cm réalisée par le peintre Le Greco (Domenikos Theotokopoulos, 1541-1614), réalisée entre 1575 et 1576. Elle représente l'Annonciation de la Bienheureuse Vierge Marie. Elle fait partie de la collection du Musée Thyssen-Bornemisza de Madrid. C'est l'une des premières œuvres sur un thème maintes fois repris par l'artiste au cours de sa longue production artistique.

## Description
La Vierge Marie est représentée assise, la main droite sur la poitrine, la gauche posée sur le livre ouvert sur une table, se tournant vers l'Archange Gabriel. La lumière divine descend sur elle, avec la colombe du Saint-Esprit. La scène est encadrée à l'intérieur d'un fond architectural précis, composé d'une tenture rouge et d'un sol carrelé aux couleurs alternées et bien perspectif, et, en haut, d'un groupe de chérubins. Le chromatisme intense, inspiré du Tintoret et de Titien, donne une vision réaliste de la scène.

## Expositions
Cette œuvre a été présentée au public à Paris à l'exposition Greco du Grand Palais, du 16 octobre 2019 au 10 février 2020.

## Voir aussi

Évolution du style des Annonciations du Greco.
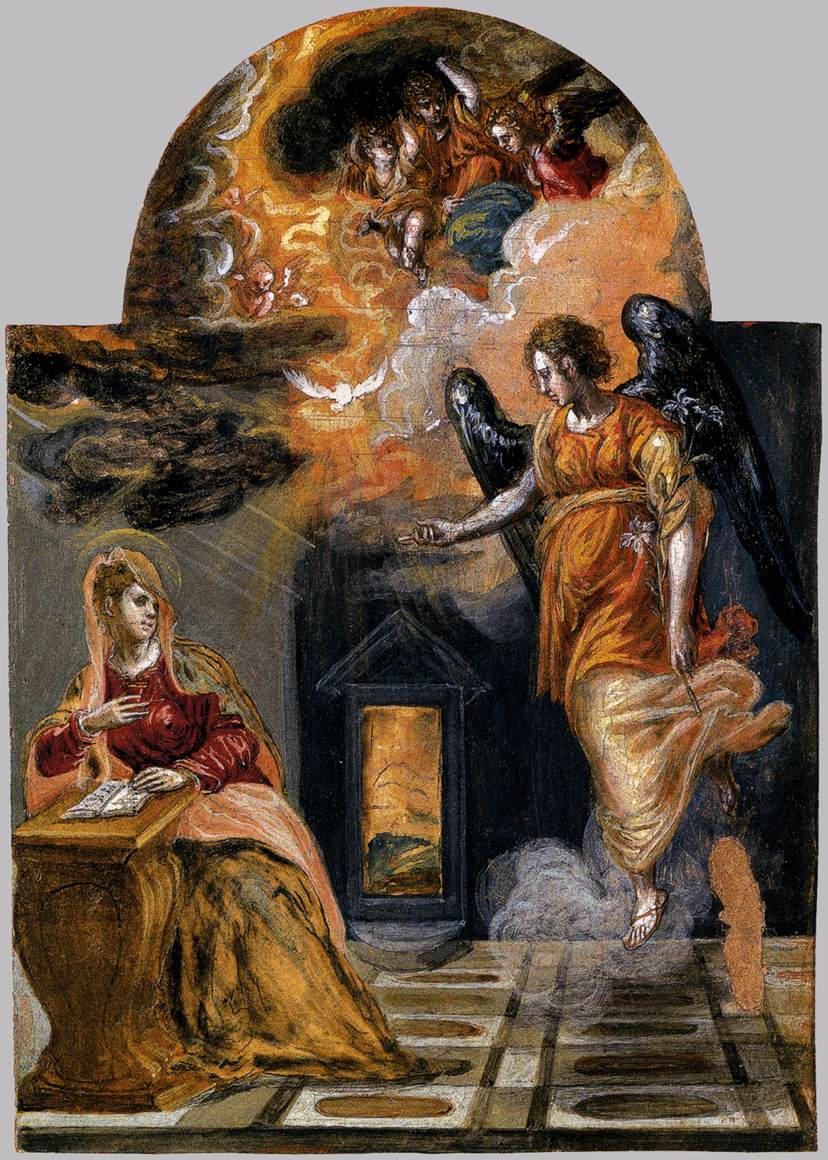
(1568), Galerie Estense.
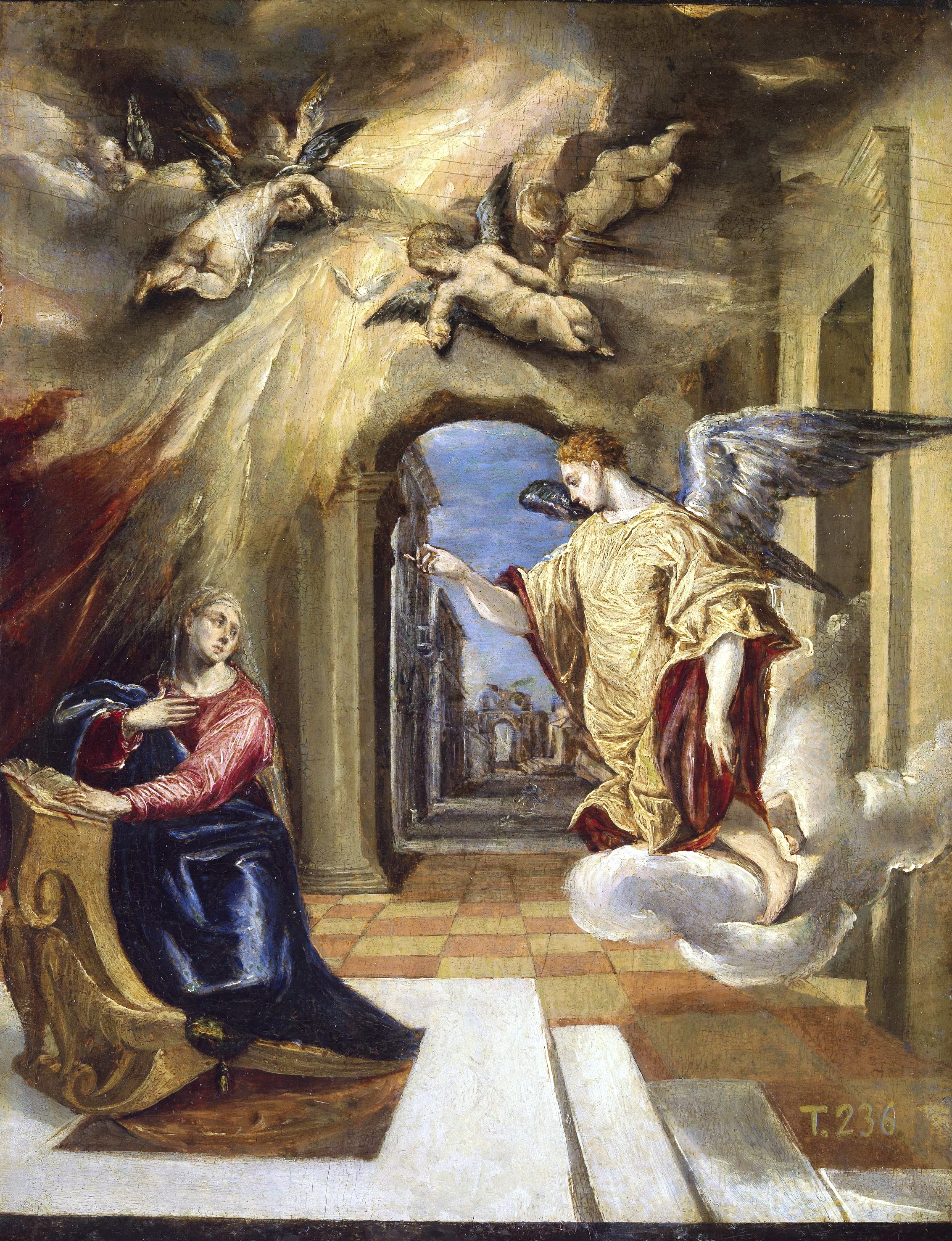
(1570-1575), musée du Prado.
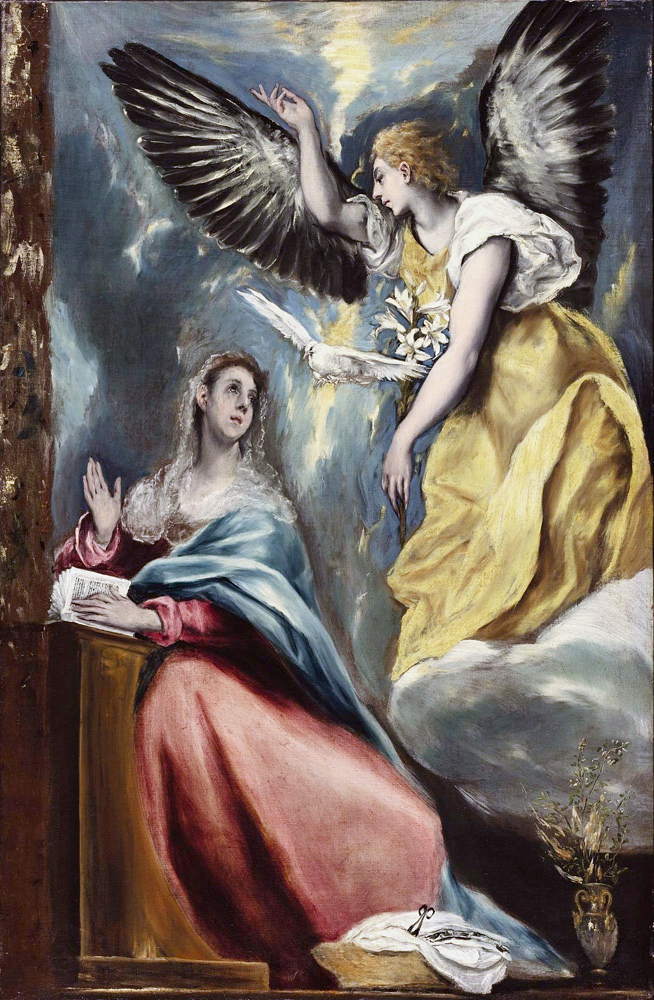
(1600), Toledo Museum of Art (États-Unis).
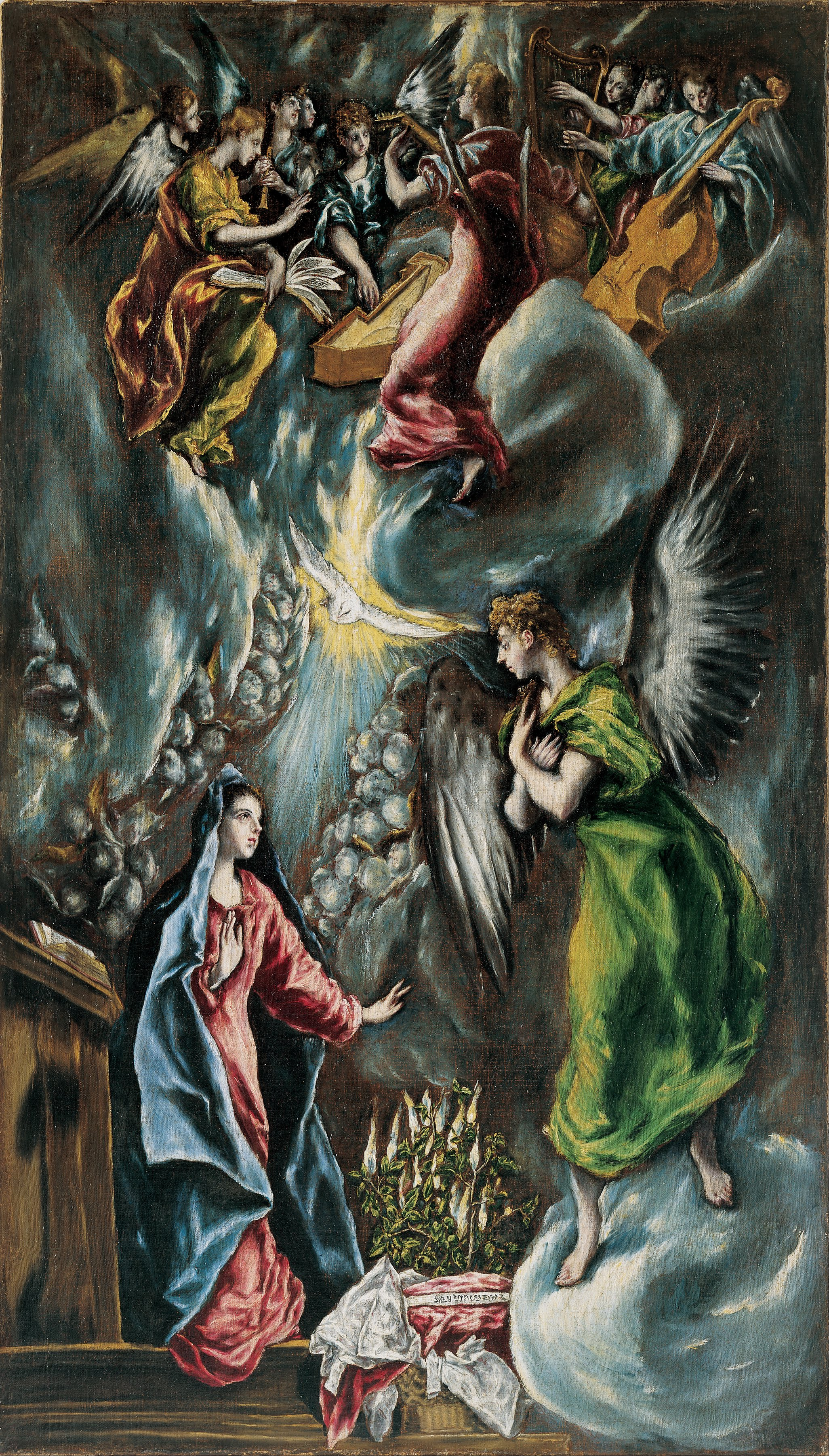
(1600), musée des beaux-arts de Bilbao.